# ذاكرة موزعة

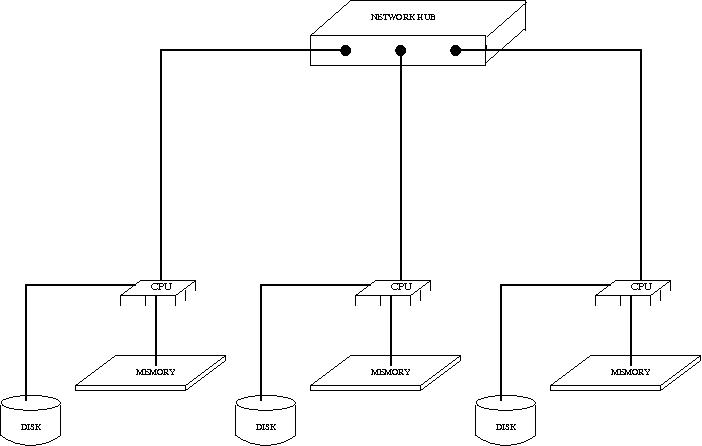

الذاكرة الموزعة (بالإنجليزية: Distributed memory)‏ (في علم الحاسب) تشير إلى تعددية المعالجات في نظام الحاسب بحيث أن يكون لكل معالج ذاكرته الخاصة.
المهام الحسابية تستطيع ان تعمل فقط على المعطيات المحلية (الموضعية).
وإذا كانت المعطيات الصغرى مطلوبة فالمهمة الحسابية يجب أن تتواصل مع واحد أو أكثر من معالج صغري وبالمقارنة فان الذاكرة المشتركة تقدم للمعالجات المتعددة مساحة ذاكرة وحيدة مستخدمة من قبل كل المعالجات.
هذه المعالجات ليس عليها أن تعرف بمكان تواجد المعطيات باستثناء تلك التي عليها شرط مسبق وتتجنبه.

## أسلوب بناء الذاكرة الموزعة
في نظام الذاكرة الموزعة يوجد عادة معالج وذاكرة وبعض تقنيات الربط التي تسمح للبرامج في كل معالج بالتغاعل مع الآخر.
الربط ممكن ان ينظم ب point to point هي تقنية من تقنيات ربط الشبكات
أو ينظم بتقنيات مادية تستطيع أن تجهز ب switching network
تقنيات ربط الشبكات (network topology)هي المفتاح العاملي في تحديد كيف تتناسب عمل الية المعالجات الصغرية.
الخطوط بين العقد يمكن ان تنفذ باستخدام بعض من بروتوكولات الشبكة القياسية (على سبيل المثال بروتوكول Ethernet) باستخدام خطوط الشبكة المعدة لهذا الاستخدام (على سبيل المثال للنقل)أو باستخدام تقنية duol ported memory.

## برمجة آلية الذاكرة الموزعة
القضية في برمجة آلة الذاكرة الموزعة هي كيف توزع المعطيات على كل الذواكر، تعتمد على حل المشكلة فتستطيع المعطيات التوزع بشكل ثابت أو الانتقال عبر العقد.
المعطيات تستطيع التنقل عند الطلب أو تستطيع ان تدفع إلى العقدة الجديدة لخطوة للأمام.
على سبيل المثال: إذا كان لدينا التابع التالي:H(G(F(X))) حيث قيمة X تعالج ومن ثم تعطى لهذا التابع.
حيث هذا التابع يعرض مشكلة من مشاكل الذاكرة الموزعة حيث المعطيات أحيلت أولا«إلى العقدة التي تنفذ F التي ستمرر النتيجة إلى العقدة الثانية التي تحسب G وأخيرا» إلى العقدة الثالثة التي تحسب H وهذه العملية تعرف ب التنفيذ الانقباضي (Systolic Computation).

## الذاكرة الموزعة المشتركة
وبالمثل في الذاكرة الموزعة المشتركة كل عقدة في العنقود أو الكتلة تستطيع الولوج إلى عدد كبيرمن ذاكرة مشتركة بالإضافة لكل عقدة محدودة غير مشتركة في الذاكرة الخاصة.
الذاكرة المشتركة مقابل الذاكرة الموزعة مقابل الذاكرة المشتركة الموزعة:
- الميزات للذاكرة (الموزعة) المشتركة بأنها تقدم فضاء موحد للعناوين في جميع المعطيات التي يمكن العثور عليها.
- الميزات للذاكرة الموزعة هو أن تستثني ظروف المسألة ويضطر عندها المبرمج بالتفكير في كيفية توزيع المعطيات.
- الميزات للذاكرة (المشتركة) الموزعة بأنه أصبح من السهل تصميم آلة تتعامل بموازنة مع الخوارزمية.

Flynn's Taxonomy for MIMD:
فيما يلي سوف نتحدث عن مخطط فلانس ل MIMD :
-مسار تعليمات متعدد، مسار معطيات متعدد.
-معالجات متعددة كل منها ينفذ مسار التعليمات الخاص به، لتعالج مسار المعطيات المعطى لها.
MIMD هي صحة تعددية المعالجات وهي آلية عمومية الأغراض.
عندما كل المعالجات في MIMD تعمل على نفس البرنامج ندعو ذلك بتنفيذ المعطيات المتعدد لبرنامج واحد (SPMD).
تصنيفات آلية الMMID:
آلات الMIMD تصنف على أساس كيفية الاتصال بين المعالجات وهناك فئتان وهما:
1-shared memory processors
ميزاتها:
1-فضاء عنوان واحد مشترك بين جميع المعالجات.
2-القصد من فضاء عنوان واحد هو أن نفس العنوان يولد لكل معالج ويشير إلى نفس عنصر الذاكرة في واحدة من الذواكر.
3-تتشارك الذواكر مع المعالجات بالمسرى bus المتصلة معه.
2- Distributed ذاكرة مشتركة:
ميزاتها:
1-	فضاء عنوان واحد مشترك بين جميع المعالجات.
2-	نلاحظ وجود ذاكرة لكل معالج مربوطة معه.
3-	يتواصل المعالج رقم 1 مع الذاكرة رقم 1 ولا يتواصل مع الbus.
4-	نلاحظ ان المعالج رقم 1 يتعامل مع الذاكرة رقم 1 بوقت أقل من تعامله مع ذاكرة أخرى.